# Federalist No. 81
Federalist No. 81 es un ensayo de Alexander Hamilton, el ochenta y uno de The Federalist Papers . Fue publicado el 25 y 28 de junio de 1788 bajo el seudónimo Publius, el nombre bajo el cual se publicaron todos los documentos de The Federalist . El título es "El poder judicial continuo y la distribución de la autoridad judicial", y es el cuarto de una serie de seis ensayos que discuten los poderes y las limitaciones del poder judicial. 
Los Federalist Papers son frecuentemente citados por juristas estadounidenses. De todos los ensayos, el No. 81 es el tercero más citado, solo detrás del Federalista No. 42 y el Federalista No. 78. Federalist No. 81 aborda cómo deben distribuirse los poderes del poder judicial. Se trata de posibles temores por los efectos irreversibles del activismo judicial . 

## Antecedentes
Antes de que se implementara la Constitución de los EE. UU., los estados se mantuvieron unidos por los Artículos de la Confederación, que sirvieron como un lazo suelto entre los estados durante la Guerra Revolucionaria. Los artículos carecían de muchas maneras y no eran adecuados para crear un gobierno duradero y efectivo capaz de sostener una nación. Se hizo evidente que Estados Unidos no duraría mucho si no pudieran redactar una constitución capaz de ofrecer seguridad tanto al pueblo como a los estados.  
El bosquejo de la constitución era prometedor, pero no sería muy productivo simplemente dejar caer todo un nuevo sistema de gobierno en una nación sin primero delinear primero el proceso. John Jay, James Madison y Alexander Hamilton colaboraron juntos en lo que se conocería como los Federalist Papers, una serie de artículos publicados en periódicos que describen exactamente cómo funcionaría la constitución mientras tomaba comentarios y se defendía de las críticas. 

## El poder judicial continuó
Federalist No. 81 describe y explica cómo los diversos tribunales de los Estados Unidos trabajarán en conjunto para crear un sistema que garantice que las leyes sean justas e iguales en todo el país. La Corte Suprema y su relación con las legislaturas estatales es el enfoque principal de este documento. Hamilton gasta la mayor parte de la pieza defendiendo y destacando la necesidad de una corte suprema para proteger y preservar los derechos de los ciudadanos. Hamilton escribió "El poder de constituir tribunales inferiores se calcula evidentemente para obviar la necesidad de recurrir a la Corte Suprema en todos los casos de conocimiento federal. Su objetivo es permitir al gobierno nacional instituir u AUTORIZAR, en cada estado o distrito de los Estados Unidos, un tribunal competente para la determinación de asuntos de jurisdicción nacional dentro de sus límites ". . La principal necesidad de la corte suprema era garantizar que los estados no pudieran interferir directamente y degradar los derechos constitucionales de los ciudadanos promedio. 

## Inmunidad soberana del estado
El Federalist No. 81 contenía los siguientes comentarios sobre la inmunidad soberana del estado: 
Se ha sugerido que una asignación de los valores públicos de un Estado a los ciudadanos de otro les permitiría procesar a ese Estado en los tribunales federales por el monto de esos valores; Una sugerencia que las siguientes consideraciones no tienen fundamento.
Es inherente a la naturaleza de la soberanía no ser susceptible a la demanda de un individuo sin su consentimiento . Este es el sentido general y la práctica general de la humanidad; y la exención, como uno de los atributos de soberanía, ahora es disfrutada por el gobierno de todos los Estados de la Unión. A menos que, por lo tanto, haya una rendición de esta inmunidad en el plan de la convención, permanecerá con los Estados, y el peligro insinuado debe ser simplemente ideal. Las circunstancias que son necesarias para producir una alienación de la soberanía del Estado se discutieron al considerar el artículo de impuestos, y no es necesario repetirlas aquí. Una recurrencia a los principios allí establecidos nos satisfará, que no hay color para pretender que los gobiernos estatales, al adoptar ese plan, se despojarán del privilegio de pagar sus propias deudas a su manera, libres de toda restricción. pero lo que fluye de las obligaciones de buena fe. Los contratos entre una nación y los individuos solo son vinculantes para la conciencia del soberano y no tienen pretensiones de una fuerza compulsiva. No confieren ningún derecho de acción, independientemente de la voluntad soberana. ¿Con qué propósito sería autorizar demandas contra los Estados por las deudas que tienen? ¿Cómo podrían hacerse cumplir las recuperaciones? Es evidente que no podría hacerse sin librar una guerra contra el Estado contratante; y adscribir a los tribunales federales, por mera implicación, y en la destrucción de un derecho preexistente de los gobiernos estatales, un poder que implicaría tal consecuencia, sería totalmente forzado e injustificable.
La Corte Suprema citó estos trozos de textos en Hans v. Luisiana (1890).

## Impacto
También mencionó cómo un ciudadano común podría demandar a su estado. El primer caso histórico donde ocurrió tal evento fue Chisholm v. Georgia, donde Alexander Chisholm demandó a Georgia por retener los pagos que le debían, pero Georgia se negó a reclamar que un estado solo podría ser demandado si también lo autorizaba. Esto estaba directamente en oposición a la Undécima Enmienda que se describió en el documento. 